# Эльвюс
Эльвюс (исл. Ölfus) — община на юго-западе Исландии, в сисле Аурнессисла района Сюдюрланд. По состоянию на 1 декабря 2009 общее население муниципалитета составляет 1 945 человек. Центр — город Торлауксхёбн.

## Ссылки

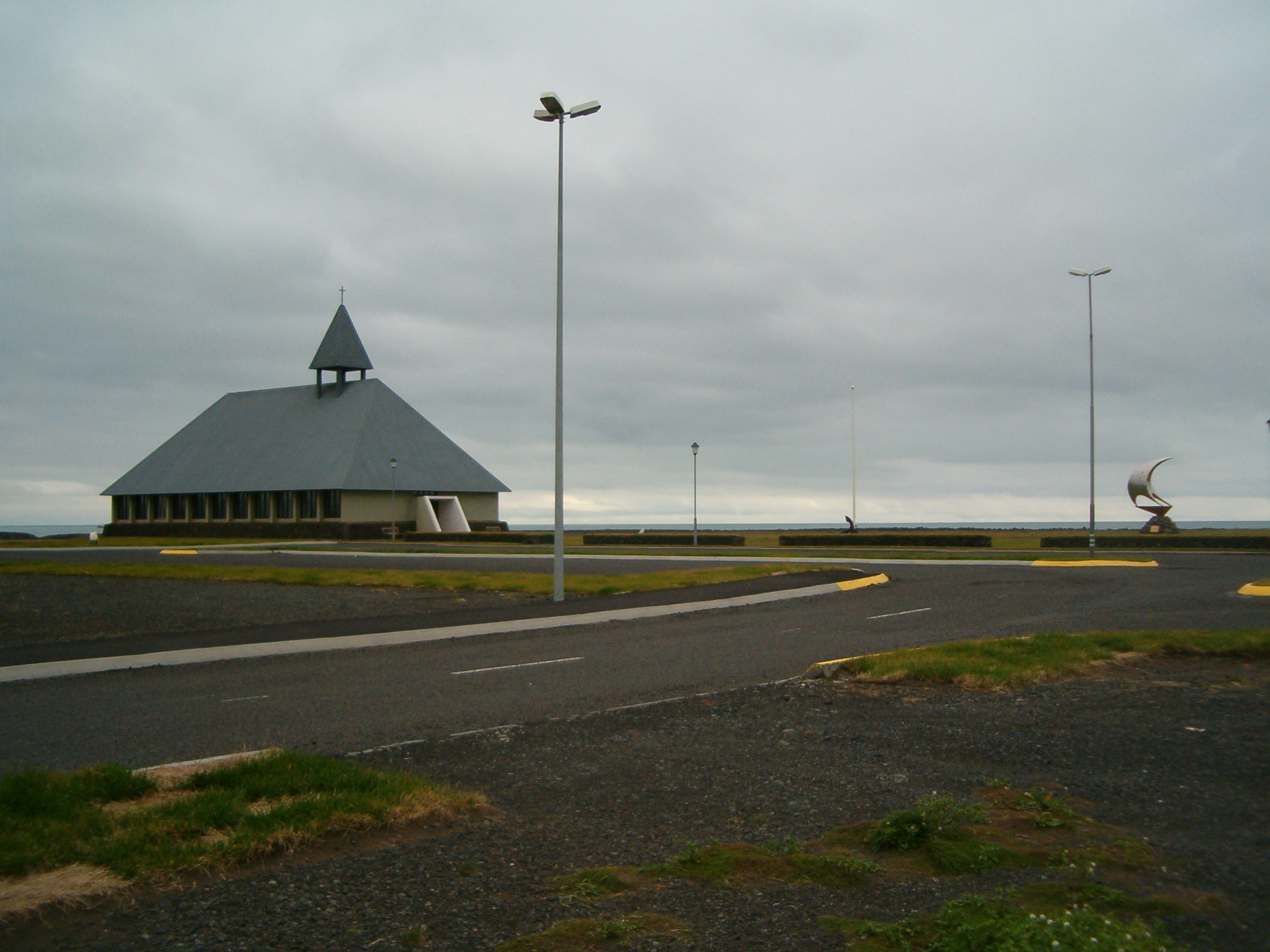
Торлауксхёбн

## Населённые пункты
- Торлауксхёбн — 1423 жит. (2005)
- Аурбайярхверфи — 55 жит. (2005)

- и др.